# Na tenkém ledě
Na tenkém ledě (v anglickém originále Spinning Out) je americký televizní seriál ze sportovního prostředí. Zveřejněn byl na streamovací službě Netflix dne 1. ledna 2020. Hlavní hrdinkou je krasobruslařka Kat Bakerová, která stejně jako její matka Carol trpí bipolární poruchou. Kat se po vážném úrazu hlavy při nepovedeném trojitém toeloopu pokouší o návrat ke krasobruslení, nemůže se však vrátit k sólové kariéře, a tak začíná trénovat v páru spolu s Justinem Davisem, synem bohatého podnikatele v realitách. 
Natáčení nového desetidílného seriálu bylo oznámeno 11. října 2018. Scénář k seriálu napsala bývalá krasobruslařka Samantha Stratton ve spolupráci s Larou Olsen. Do hlavní role Kat Bakerové byla původně obsazena americká herečka Emma Robertsová, ale ta již působila v jiném projektu, proto se účasti musela vzdát. V prosinci 2018 bylo oznámeno, že ji nahradí Kaya Scodelario.

## Obsazení

### Hlavní role
- Kaya Scodelario jako Kat Bakerová: krasobruslařka trpící bipolární poruchou.
- Willow Shields jako Serena Bakerová: sólová krasobruslařka a Katina mladší sestra.
- January Jones jako Carol Bakerová: jejich matka.
- Evan Roderick jako Justin Davis: párový krasobruslař, jehož partnerka kvůli zranění skončila kariéru.
- David James Elliott jako James Davis: bohatý podnikatel a Justinův otec.
- Sarah Wright jako Mandy Davisová: jeho žena a Justinova macecha.
- Svetlana Efremova jako Dasha Fedorova: trenérka sportovních dvojic, původem z Ruska.
- Amanda Zhou jako Jenn Yu: sólová krasobruslařka a Katina nejlepší kamarádka.
- Will Kemp jako Mitch Saunders: trenér Sereny.
- Mitchell Edwards jako Marcus Holmes: Katin kamarád a kolega v baru.
- Kaitlyn Leeb jako Leah: krasobruslařka, která měla nahradit Justinovu zraněnou partnerku.

### Vedlejší role
- Jamie Champagne jako Drew Davis
- Jon Champagne jako Reid Davis
- Charlie Hewson jako doktor Parker
- Johnny Weir jako Gabriel Richardson: nový partner Leah.
- Zahra Bentham jako Alana
- Morgan Kelly jako Reggie: otec Sereny.
- Oscar Hsu jako Peter Yu: otec Jenny.
- Will Bowes jako Brent Fisher: Marcusův kamarád.
- Charlie Hewson jako doktor Parker

## Seznam dílů
| Č. v seriálu | Původní název           | Český název                    | Režie                     | Scénář                            | Premiéra na Netflixu |
| --- | ----------------------- | ------------------------------ | ------------------------- | --------------------------------- | -------------------- |
| 1 | Now Entering Sun Valley | Přijíždíte do Sun Valley       | Elizabeth Allen Rosenbaum | Samantha Stratton                 | 1. ledna 2020        |
| Sólová krasobruslařka Kat Bakerová je po těžkém zranění hlavy, které utrpěla při pokusu o trojný skok. Její sólová dráha se zdá ztracena, neuspěje ani u přijímacích zkoušek na trenérský kurs. Justin, syn bohatého podnikatele v realitách a úspěšný párový krasobruslař, jí učiní nabídku, aby nahradila jeho zraněnou partnerku. Kat odmítá, v párech nikdy nezávodila a nevěří, že by tento hendikep byla schopna dohnat. Místo toho plánuje, že se se svým přítelem odstěhuje do Londýna a s bruslením definitivně skončí.                                          |                         |                                |                           |                                   |                      |
| 2 | Welcome to the Family   | Vítej do rodiny                | Elizabeth Allen Rosenbaum | Samantha Stratton                 | 1. ledna 2020        |
| Kat změní názor, nemůže se bruslení vzdát, a tak se rozchází se svým přítelem, který trvá na stěhování do Londýna. Justin si však už mezitím našel novou partnerku. Leah už má zkušenosti s párovým bruslením a nemá na rozdíl od Kat strach z trojitých skoků. Justin by rád bruslil s Kat, ale jeho otec, který přípravu financuje, o tom zprvu nechce ani slyšet, avšak podaří se jim ho přesvědčit. Mezitím se rozhoří prudký spor mezi Kat a její matkou Carol. Ta stejně jako Kat trpí bipolární poruchou a při jednom ze záchvatů vyhodí svou starší dceru z domu. |                         |                                |                           |                                   |                      |
| 3 | Proceed with Caution    | Jeďte opatrně                  | Matt Hastings             | Paul Keables                      | 1. ledna 2020        |
| Kat má problémy s bruslením v páru, zejména se obává zvedaček. Trenérka Dasha se pokouší Kat přesvědčit, aby svému partnerovi více důvěřovala. K navození důvěry k partnerovi používá i poněkud neortodoxní metody; vysadí své svěřence z auta daleko za městem a ti se musí dopravit zpět sami. |                         |                                |                           |                                   |                      |
| 4 | Keep Pinecrest Wild     | Pinecrest = divočina           | Matt Hastings             | Elizabeth Pearson                 | 1. ledna 2020        |
| Kat a Justin stále nemohou nalézt vzájemnou důvěru. Kat má obavy, že důvodem může být její duševní choroba. V baru, kde pracuje, se sblíží se svým kolegou Marcusem a podaří se jí přinutit Justina, aby začal žárlit. Serenin trenér Mitch začne chodit s Carol, což Serena nese s nelibostí. |                         |                                |                           |                                   |                      |
| 5 | Two for $40             | Dva za 40 dolarů               | Matt Hastings             | Leon Chills                       | 1. ledna 2020        |
| Kat zjistí, že matka vybrala všechny peníze ze společného účtu, což vede k definitivnímu rozkolu. Serena naschvál prozradí Mitchovi, že Carol trpí bipolární poruchou a doufá, že tím zapříčiní jejich rozchod. |                         |                                |                           |                                   |                      |
| 6 | Have a Nice Day!        | Přejeme hezký den!             | Norma Bailey              | Jenny Lynn                        | 1. ledna 2020        |
| Carol se chce léčit, ale nemá prostředky na úhradu výloh na specializované klinice. Pokouší se řešit situaci úvěrem v bance, ale je odmítnuta. Poprosí Justinovu macechu Mandy, jestli by neprodala její dům, aby tak získala peníze na léčbu. Ta jí místo toho nabídne pozici asistentky ve své realitní kanceláři. |                         |                                |                           |                                   |                      |
| 7 | Healing Times May Vary  | Hojení může trvat různě dlouho | Norma Bailey              | Elizabeth Higgins Clark           | 1. ledna 2020        |
| Kat je zklamaná, že první soutěž sezóny nedopadla podle jejích představ. Přičítá to nízké obtížnosti zvolené sestavy, a tak oba partneři plánují sestavu novou s obtížnějšími prvky. kat je pro úspěch ochotna obětovat vše a přestává brát lithium. její chování se mění a je zřejmé, že již není schopna svou duševní chorobu ovládat. Dasha po dlouhém váhání podstupuje oční operaci, která jí zachrání zrak. Objeví se Serenin otec Reggie a Mitch na něj viditelně žárlí, obzvlášť když vyjde najevo, že se plánuje ve městě usadit.                                |                         |                                |                           |                                   |                      |
| 8 | Hell Is Real            | Peklo existuje                 | Jon Amiel                 | Paul Keables & Elizabeth Peterson | 1. ledna 2020        |
| Po týdnech neužívání léku začíná Kat upadat do mánie. Její párty s cizími lidmi a drogami v Justinově pokoji se vymkla kontrole. Justin s Marcusem se snaží vetřelce vyhodit a jsou pro výtržnost zatčeni. Kat je na pokraji šílenství, divoký večírek si vůbec nepamatuje. Mandy předčasně porodí a Carol je jí velkou oporou. Novorozeně má nízkou porodní váhu a bojuje o přežití. |                         |                                |                           |                                   |                      |
| 9 | #1 Mom                  | Nejlepší máma                  | Matt Hastings             | Lara Olsen                        | 1. ledna 2020        |
| Carol pomáhá Kat vrátit se do normálního života. Přinutí ji opět začít brát léky a lidem v okolí namluví, že Kat trpí zápalem plic. Ani Marcus s Justinem neprozradí, co se dělo na divokém večírku. |                         |                                |                           |                                   |                      |
| 10 | Kiss & Cry              | Polibek a pláč                 | Jon Amiel                 | Samantha Stratton                 | 1. ledna 2020        |
| Kat odhaluje pravdu o své nemoci. Justin se s ní rozejde, protože nevěří, že je Katina láska k němu upřímná. Navzdory ukončení vztahu se Justin rozhodne pokračovat ve společném vystupování. Kat si uvědomuje, že její cit k Justinovi je silný a oba se opět sblíží. Mitch se dozví, že ho Carol podvedla s jedním ze svých zákazníků a odejde od ní. Serena prozradí, že měla poměr s jejím lékařem Dr. Parkerem. Ten měl poměr i s Jenn, pro kterou je toto odhalení velkou ranou.                                                                                    |                         |                                |                           |                                   |                      |